# 露易丝·齐茨
露易丝·卡塔琳娜·阿玛丽·齐茨（德語：Luise Catharina Amalie Zietz，1865年3月25日—1922年1月27日），德国社会民主党，是德国政治家、女权主义者。

## 生平
1865年，出生。
1892年，参加德国社会民主党。
1908年，当选社民党全国执委会委员。
1915年，与弗里德里希·艾伯特、赫爾曼·穆勒、胡戈·哈泽出席社会主义政党会议。
1917年，参与创立德国独立社会民主党。
1919年，当选国民议会议员。
1920年，当选国会议员。
1922年，去世。